# Gouvernement Alphonse Henri d'Hautpoul
Deuxième République
Gouvernement Odilon Barrot II Petit ministère
Le gouvernement Hautpoul dure du 31 octobre 1849 au 24 janvier 1851. Il est dissous à la suite de l'acclamation du Prince Bonaparte au camp de Satory par les officiers, et la faiblesse coupable de la répression engagée par les autorités républicaines.

## Louis-Napoléon Bonaparte, président de la République (1848-1852)
Le ministère Hautpoul a été formé par le président de la République Louis Napoléon Bonaparte, après le renvoi du deuxième gouvernement Odilon Barrot le 31 octobre 1849. C'est un ministère formé d'amis du président, sous la conduite d'Alphonse Henri d'Hautpoul. Il reste en fonction jusqu'au 24 janvier 1851, où le président lui substitue un nouveau ministère.

## Ministres nommés le31 octobre 1849
- ministre de la Guerre : le général d'Hautpoul remplacé le 22 octobre 1850 par le général Jean Paul Adam Schramm
- ministre de la Justice : Eugène Rouher un avoué de Riom
- ministre de l'Instruction publique et des Cultes : Félix Esquirou de Parieu, un avocat
- ministre de l'Intérieur : Ferdinand Barrot, frère d'Odilon Barrot remplacé par Pierre Jules Baroche après les élections législatives partielles le 15 mars 1850
- ministre des Finances : Achille Fould, un banquier
- ministre des Affaires étrangères : Alphonse de Rayneval remplacé le 17 novembre 1849 par Jean-Ernest Ducos, vicomte de La Hitte
- ministre de l'Agriculture et du Commerce : Jean-Baptiste Dumas, remplacé le 9 janvier 1851 par Louis Bernard Bonjean
- ministre de la Marine et Colonies : Joseph Romain-Desfossés remplacé le 9 janvier 1851
- ministre des Travaux publics : Jean-Martial Bineau remplacé le 9 janvier 1851

## Remaniement du10 novembre 1849
- Sous-secrétaire d'État aux Finances : Pierre Magne jusqu'au 9 janvier 1851

## Remaniement du17 novembre 1849
- ministre des Affaires étrangères : Jean-Ernest Ducos, vicomte de La Hitte jusqu'au 9 janvier 1851
- sous-secrétaire d’État à l’Intérieur : Hugues-Iéna Darcy qui démissionne le 14 mars 1850[1]

## Remaniement du15 mars 1850
- ministre de l'Intérieur : Pierre Jules Baroche

## Remaniement du22 octobre 1850
- ministre de la Guerre : Jean Paul Adam Schramm jusqu'au 9 janvier 1851

## Gouvernement au9 janvier 1851

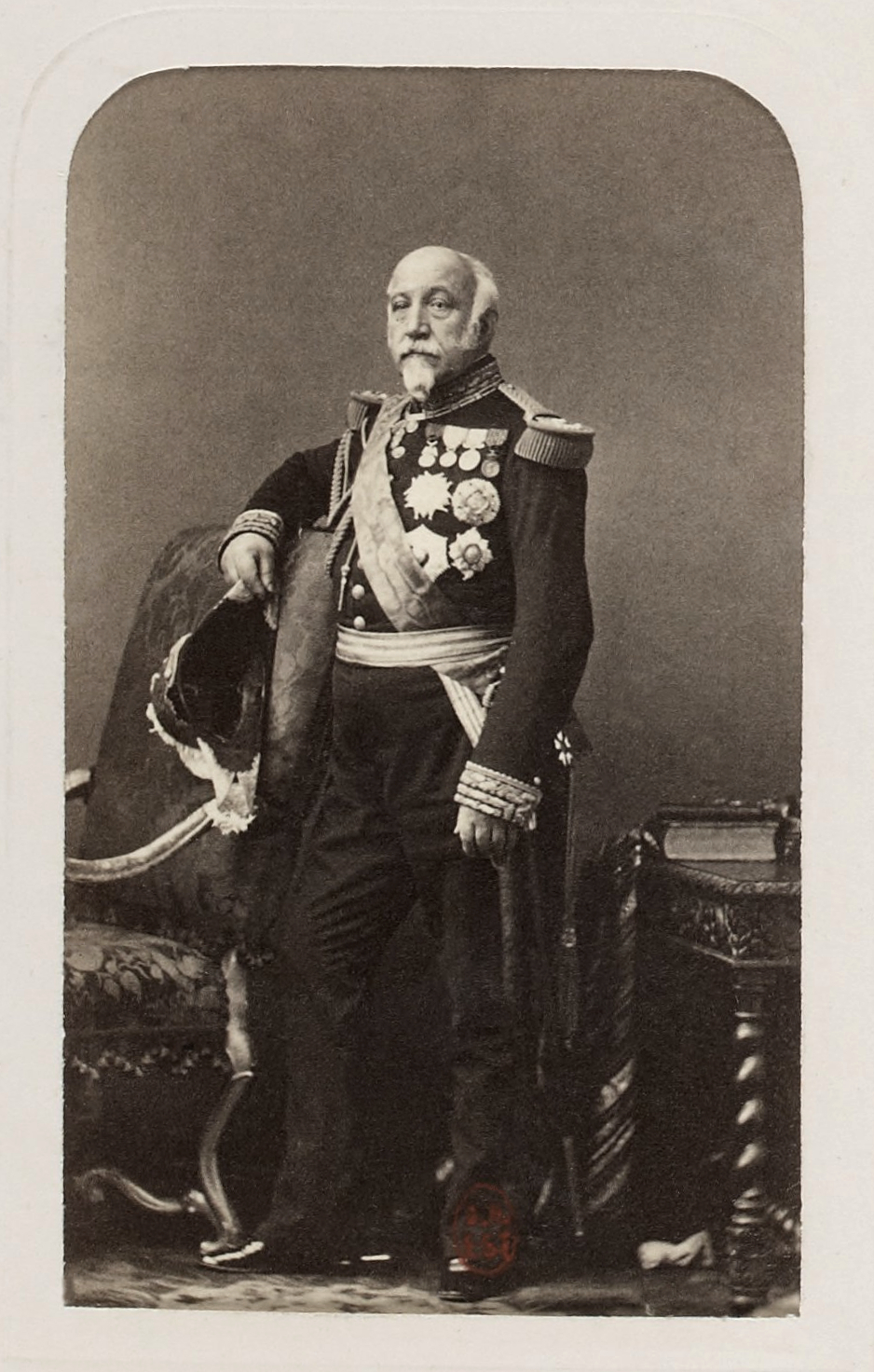
Regnault de Saint-Jean d'Angély

- ministre de la Justice : Eugène Rouher un avoué de Riom
- ministre des Travaux publics : Pierre Magne
- ministre de l'Agriculture et du Commerce Louis Bernard Bonjean
- ministre de la Marine et Colonies : Théodore Ducos
- ministre des Affaires étrangères : Édouard Drouyn de Lhuys
- ministre de la Guerre Auguste Regnaud de Saint-Jean d'Angély
- ministre de l'Instruction publique/Affaires ecclésiastiques et Cultes : Félix Esquirou de Parieu, un avocat
- ministre de l'Intérieur : Pierre Jules Baroche,
- ministre des Finances : Achille Fould, un banquier

## Politique du gouvernement
Le gouvernement applique les lois d'orientation anti-républicaine votées par l'Assemblée législative : la loi Falloux sur l'enseignement qui vise à contrôler la formation des jeunes Français, la loi électorale du 31 mai 1850 restreignant le suffrage universel, la loi du 16 juillet 1850 qui restreint la liberté de la presse et celle du 30 juillet 1850 sur la censure des théâtres. Le gouvernement destitue les hauts-fonctionnaires nommés par les différents gouvernements républicains (Gouvernement provisoire de 1848, Commission exécutive, gouvernement du général Cavaignac) qui se sont succédé de février à décembre 1848. Les préfets doivent surveiller l'action des procureurs. Mesures approuvées par la majorité conservatrice de l'Assemblée.
Pour permettre la réélection du président Louis Napoléon Bonaparte, le gouvernement demande aux préfets de mettre à l'ordre du jour des réunions des conseils généraux des départements l'adoption d'un vœu de révision de la constitution. Il entre alors en conflit avec une partie des parlementaires peu favorables à une telle réforme des institutions. De même les mesures financières prises en faveur des sous-officiers en vue de les rallier à la cause bonapartiste, entraînent un affrontement entre militaires pro- et anti-bonapartistes (incidents du camp de Satory en octobre 1850) et avec la haute hiérarchie, en particulier le général monarchiste Changarnier qui est finalement destitué le 3 janvier 1851.  De ces incidents militaires la commission de permanence de l'Assemblée s'émut : elle s'étonna des mesures de clémence dont les officiers avaient bénéficié. Changarnier, notamment, prononça des paroles sévères. Le général d'Hautpoul refusa de comparaître devant cette commission ; quant au Ministre de l'Intérieur, il protesta de toute velléité de coup d'État. L'émotion de l'assemblée fut telle que le gouvernement dut démissionner.